# Bình Yên, Thạch Thất
Bình Yên là một xã thuộc huyện Thạch Thất, thành phố Hà Nội, Việt Nam.
Xã có diện tích 11,72 km², dân số năm 2021 là 9.805 người, mật độ dân số đạt 836 người/km².